# NGC 2378
NGC 2378 في الفهرس العام الجديد، هو نجم ثنائي، يقع في كوكبة التوأمان. اكتشف في 8 فبراير 1878 . بواسطة إدوارد ستيفان .

## روابط خارجية
- NGC 2378 على موقع ويكي سكاي: DSS2, SDSS, GALEX, IRAS, Hydrogen α, X-Ray, Astrophoto, Sky Map, Articles and images